# Step Records
Step Records – polska wytwórnia muzyczna specjalizująca się w muzyce hip-hop. Została utworzona przez Pawła Kroka w 2006 roku w Opolu na bazie sklepu muzycznego SM Step.
W wytwórni wydają Onar, DJ BRK, Jarecki, Jopel, Komar, Fabuła, Hukos, Okoliczny Element, Młody M, Cira, Kajman, Sulin, Wojtas, Pelson, Praktis, Włodi, Vienio, Z.B.U.K.U, Kafar, Haju, Rover, Dixon37, L-Pro, NNFoF, Poszwixxx, Rogal DDL, Olo, Scroot, Dedis, a dawniej również Rozbójnik Alibaba, Popek, Chada i Matheo.

## Historia

### Początki
Na początku swojej działalności wytwórnia zajmowała się wydawaniem płyt winylowych, m.in. takich artystów jak DJ BRK, PIH, Borixon, Onar, Molesta, Skazani na Sukcezz oraz Dinal. W 2008 roku wytwórnia postanowiła wejść na rynek fonograficzny z wydawnictwami na nośniku CD. Pierwszy album jaki ukazał się nakładem Step Records to solowa płyta Piha pt. Kwiaty Zła. Album w niespełna dwa miesiące po premierze uzyskał status złotej płyty, a w trzech najważniejszych plebiscytach na płytę roku, zajął dwa razy drugie i raz pierwsze miejsce. Fani PIHa uznali, iż Kwiaty Zła to obecnie najlepsza płyta w dorobku artysty.

### 2009–2010
W 2009 roku Step Records wydała płyty takich wykonawców jak Chada (Proceder), Młody M (Kronika Remix) oraz Fabuła (Dzieło sztuki). Album Chady został wybrany "Najlepszą Płytą w 2009 roku" przez użytkowników portalu hip-hop.pl, a płyta Fabuły za "Debiut Roku". W roku 2010, tylko trzech artystów wydało swoje albumy. 26 czerwca odbyła się premiera albumu pt. Mucha Nie Siada, duetu Jarecki & BRK, natomiast 6 listopada ukazał się pierwszy album z trylogii pt. Dowód rzeczowy nr 1 – PIHa. Obie kompozycje były promowane singlami oraz teledyskami. Płyta Piechockiego zadebiutowała na 13. miejscu listy OLiS w Polsce. Dowód rzeczowy nr 1 został polską płytą roku 2010 według serwisu Hip-hop.pl i WuDoo.

### 2011–2012
W marcu 2011 ukazała się reedycja debiutanckiego albumu Tomka pt. Proceder Plus. Kompozycja zawiera dwa dodatkowe utwory: singiel "Nie Jestem Tu Od Wczoraj" do którego powstał teledysk oraz remiks piosenki "Obrachunek Moralny", autorstwa L-Pro. 27 maja, 2011 roku ukazał się drugi studyjny album Chady pt. WGW. Produkcja była promowana kilkoma teledyskami. W lutym 2012 roku wydawnictwo uzyskało status złotej płyty.
3 czerwca 2011 ukazał się drugi album białostockiej Fabuły pt. Made In 2. Płyta była promowana aż sześcioma teledyskami. Artystów wspomogli Peja, Brytyjka Chantelle Jackson, zespół HiFi Banda, Ewa Prus i PWRD.
Latem 2011 roku do wytwórni dołączyło pięciu nowych artystów: Jopel & Komar, Onar, i Okoliczny Element (Mejdej oraz Ninja).
15 października 2011 roku ukazał się drugi album Młodziaka pt. Kronika II: Siła charakteru. Kompozycja była promowana kilkoma singlami i trzema teledyskami. Pod koniec października odbyła się premiera albumu pt. K2, nowego muzyka w Step Records – Kajmana. Płyta była promowana pięcioma singlami: "Niespełniony Milioner", "W Jednej Chwili" z gościnnym udziałem Soboty i Głowy – członka zespołu hip-hopowego Polski Mistrzowski Manewr, "Zostaw Ją" z udziałem Mesa i "Chciałbym Kiedyś" z Pihem i Olą Zachariasz do którego powstał teledysk oraz "Nie Chcę Mówić O Tym Ciągle". Na albumie wystąpili między innymi tacy muzycy jak: Pezet, Paluch, wyżej wspomniani Pih i Sobota, czy Wojtas.
18 listopada 2011 roku odbyła się premiera najnowszego album Onara pt. Dorosłem do rapu. Płyta promowana była teledyskami do utworów: "Ja, może życie i mój mic" i "Dorosłem Do Rapu". Również w celu promocji, album udostępniono do odsłuchu legalnego na oficjalnym kanale Step Records na YouTube.
9 grudnia odbyła się premiera albumu pt. Dowód rzeczowy nr 2, Piha. Również w tym dniu ukazała się reedycja płyt Okolicznego Elementu. Płyta Piha okazała się sukcesem i 8 lutego 2012 roku wydawnictwo uzyskało status złotej.
Jako ostatni w tym roku do wytwórni dołączył raper Cira.

### 2012−2013
28 marca 2012 roku ukazał się debiut pt. To o Tobie duetu Jopel & Komar.
27 kwietnia 2012 roku odbyła się premiera zapowiadanego od ponad trzech lat albumu Hukosa pt. Knajpa upadłych morderców. Wydawnictwo było promowane kilkoma teledyskami, powstałymi do utworów takich jak "Nasz 95", "Fakty i mity" oraz "Z nami nie byli" z udziałem Młodego M i Chady.
14 maja 2012 roku oficjalnie do wytwórni dołączył młody raper Sulin – laureat I edycji konkursu Pompuj rap.
22 czerwca 2012 roku ukazał się trzeci studyjny album pt. Jeden z Was polskiego rapera Chady. Artystę wsparli między innymi Pezet, Pih, Sobota, Hades czy Hukos. Płyta zadebiutowała na najwyższym miejscu notowania OLiS.
Okoliczny Element, który już wcześniej podjął współpracę z wytwórnią, wydając nielegal pt. Pierwsza rozgrzewka, jesienią wydał debiut legalny Kosze zerwane. Premiera wydawnictwa odbyła się 12 października. Album zadebiutował na 21. miejscu notowania OLiS.
W listopadzie do wytwórni dołączył Pelson znany m.in. z grup Molesta Ewenement i Parias, który pod koniec roku wydał minialbum zatytułowany 3854 i 3 kroki. Płyta dotarła do 3. miejsca zestawienia OLiS.
6 listopada ukazał się kolejny już, 5 studyjny album Onara – Przemytnik Emocji. Krążek zadebiutował na 7 miejscu OLiS. Gościnnie pojawili się tacy raperzy jak Paluch, Te-Tris czy Ekonom.
4 grudnia szeregi wytwórni zasilił białostocki raper Praktis. Jednocześnie zostało zapowiedziane debiutanckie solo Praktisa o roboczej nazwie "Syzyf".

### 2013–2014
25 stycznia 2013 roku odbyła się premiera wydawnictwa Ciry pt. Plastikowy kosmos. Nagrania zadebiutowały na 6. miejscu zestawienia OLiS.
Od lutego 2013 roku kontrakt wydawniczy z wytwórnią ma podpisany Włodi. Obecnie pracuje nad solową produkcją, której premierę zaplanowano na 2014 rok. W grudniu pojawił się singiel pt. "T&T", który promował nadchodzące solo Włodiego "Wszystko z dymem". Kolejnym artystą wydającym w wytwórni został producent muzyczny Pawbeats. Obecnie pracuje nad płytą producencką.
W marcu tego roku Vienio zasilił szeregi wytwórni. 26 kwietnia wydał solowy album zatytułowany Profil pokoleń vol. 1.
W tym samym miesiącu ukazała się płyta składu Za Młodzi Na Śmierć, który współtworzą Jopel, Praktis, Kisiel i Del. Na płycie "Wiele Dróg" udzieliła się gościnnie białostocka grupa Fabuła.
W kwietniu tego roku do wytwórni Step Records dołączył utalentowany raper z Kielc – Rover. 28 października ukazał się jego album "Odźwierny". Legalne wydawnictwo zostało wydane w formie książki, wraz z 30-stronicowym opowiadaniem.
W maju 2013 roku wytwórnia zakontraktowała Buczera. Raper z Torunia zapowiedział na październik swój drugi solowy album pt. "Utrapiony".
28 czerwca swoją premierę miał Dowód rzeczowy nr 3 Piha, czyli ostatnia już część muzycznej trylogii od białostockiego MC. Nagrania dotarły do 2 miejsca zestawienia OLis.
Tego samego dnia swoją premierę miał wspólny album Hukosa i Ciry "Głodni z Natury". Płytę promowały takie single jak "Widzę, spływam" czy tytułowy "Głodni z Natury". Na albumie gościnnie pojawili się Kali, Paluch, Kajman, Zeus, Z.B.U.K.U., Bonson, Bezczel, Sheller, Pyskaty, Praktis, Fama Familia oraz JotEr.
22 listopada 2013 nakładem Step Records pojawił się album Golden Era poznańskiego rapera Kobry. Nagrania dotarły do 46. miejsca zestawienia OLiS.
Hukos ujawnił nazwę swojego trzeciego solo "Wielkie Wojny Małych Ludzi". Album ma ukazać się w 2014 roku.
25 listopada światło dzienne ujrzał singiel "Kupuję Polskie Rap Płyty", który jest hymnem ludzi wspierających kulturę hip-hop poprzez kupowanie oryginalnych nośników z muzyką ulubionych artystów. Gościnnie w utworze udzielili się Kajman, Młody M, Hukos, Cira, Zeus, Jopel, Sulin, Bezczel. Utwór promował składankę Rap najlepszej marki, której premiera została zaplanowana na wiosnę 2014 roku.